# Batalla d'Abukir (1801)
La batalla d'Abukir del 8 de març de 1801 va ser la segona batalla de la campanya d'Egipte, que va tenir lloc a Abu Qir a la costa del Mediterrani, prop del delta del Nil.

## Batalla
Comandats pel general Friant, prop de 2000 homes de les tropes franceses i deu canons de campanya, s'immolaren, havent estat preponderants les forces britàniques desembarcades. Els anglesos disposaven de 17.500 homes. Va ser un preludi de la batalla d'Alexandria i les pèrdues britàniques van ser de 130 morts i 600 ferits o desapareguts. Els francesos es van haver de retirar, perdent com a mínim 300 homes i 8 peces d'artilleria.

## Conseqüències
El desembarcament de les tropes britàniques que es va fer sota el comandament de Sir Ralph Abercromby va derrotar els aproximadament 21.000 homes de les tropes de la invasió de Napoleó a Egipte. La flota comandada per George Elphinstone, vescomte Keith va incloure set naus de línia, cinc fragates i una dotzena de corbetes armades. El transport de les tropes es va retardar durant diversos dies pels forts vents i la mar grossa.